# Marta din Betania

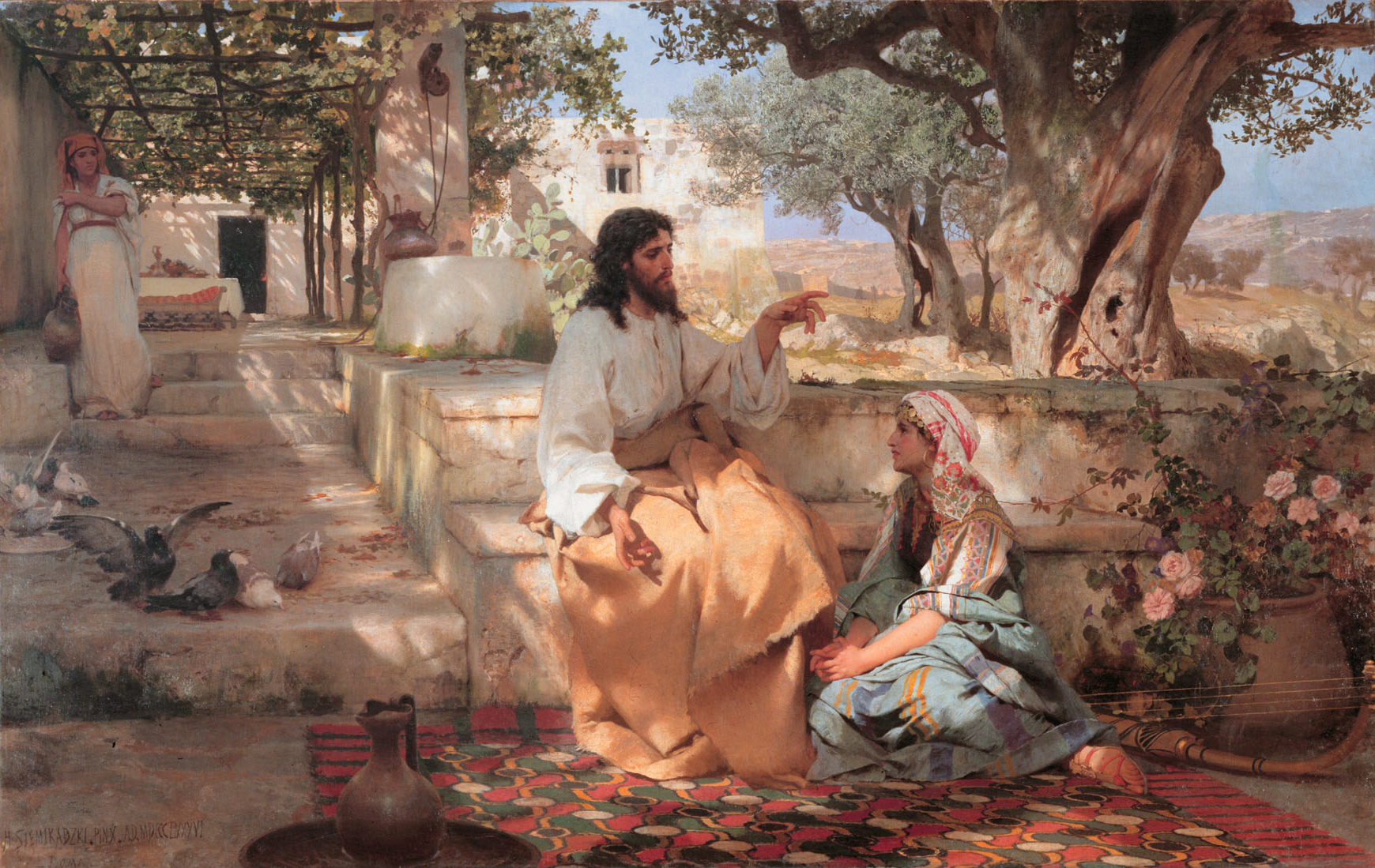
Hristos cu Marta și Maria de Henryk Siemiradzki, 1886, Muzeul Rus

Sfânta Marta (n. secolul I d.Hr., Betania⁠(d), Cisiordania – d. secolul I d.Hr., Larnaca, Eparchia Larnakas, Cipru) a fost, conform relatărilor biblice, sora lui Lazăr din Betania.